# باچکو نووو سلو
باچکو نووو سلو (به صربی: Bačko Novo Selo) یک روستا در صربستان است که در Bač Municipality واقع شده‌است. باچکو نووو سلو ۱٬۲۲۸ نفر جمعیت دارد.